# Стара Гута (Смотрицька селищна громада)
Стара Гу́та — село в Україні, у Смотрицькій селищній територіальній громаді Кам'янець-Подільського району Хмельницької області.

## Назва
Назва походить від слова Гута - скляна фабрика. На території України є близько 90 населених пунктів, що називаються Гута або мають назви, похідні від слова «гута». У польській мові термін «huta» означає промислове підприємство, що займається виплавкою металу із руди, а також його обробкою. Найбільш ймовірно, до назви було долучено ше слово Стара, для розрізнення цього поселення від інших, наприклад у цій місцевості неподалік є село Нова Гута.

## Географія
Подільське село Стара Гута розташоване на подільській височині в південно-західній частині України, за 28 кілометрів автошляхами від міста Кам'янець-Подільський та за 3 кілометра від залізничної станції Балин. Через село проходить автошлях територіального значення Т 2321.

### Клімат
Стара Гута знаходяться в межах вологого континентального клімату із теплим літом. Але діяльність людини досить часто призводить до екоциду, поганих змін та глобального потепління. Рівень наповнення річок водою по області становить лише 20 % від необхідного стандарту, значна частина земної поверхні стає посушливою. Для покращення ситуації варто було б проводити ревайлдинг, відновлювати екосистеми та лісові насадження.

## Історія
Засноване близько 1650 року.
Східна частина сучасного села Стара Гута була окремим селом під назвою «Смотричівка». Перша згадка початок XVIII століття.
Церква святої Трійці збудована в 1753 – 1757 роках – дерев’яна одноверха споруда. Парафія скасована в 1826 році, церква розібрана.
Селяни були звільнені від кріпосного права в 1861 році. На честь цієї події в багатьох селах Поділля на в'їздах встановлювали пам'ятні фігури, такі збереглись в селах: Нігин, Черче. Ця традиція помаленьку відновлюється, встановлюються статуї Божої Матері чи інші фігури.
Внаслідок поразки визвольних змагань на початку XX століття, село надовго окуповане російсько-більшовицькими загарбниками.
Радянська окупація принесла колективізацію та розкуркулення, мешканці села зазнали репресій.
В 1932–1933 селяни села пережили сталінський голодомор.
Роки Великого терору 1936-1937 вбито осіб різних національностей і професій, багато людей було виселлено як сім'ї «ворогів народу».
За відвагу в роки Другої світової війні 122 жителі села нагороджено орденами і медалями. Після завершення Другої світової війни у 1946—1947 роках мешканці села вчергове пережили голод.
Радянський період Старій Гуті знаходилась центральна садиба колгоспу, який в свій час обробляв 1,5 тис. гектарів орної землі, вирощували зернові, цукрові буряки, розводили м’ясо-молочну худобу. Було розвинуте на той час садівництво. Діяли: восьмирічна школа, клуб, бібліотека, фельдшерсько-акушерський пункт.
З 1991 року в складі незалежної України.
29 серпня 2017 року шляхом об'єднання сільських рад, село увійшло до складу Смотрицької селищної громади. Об'єднання в громаду має створити умови для формування ефективної і відповідальної місцевої влади, яка зможе забезпечити комфортне та безпечне середовище для проживання людей.
19 липня 2020 року, в результаті адміністративно-територіальної реформи та ліквідації Дунаєвецького району, село увійшло до складу Кам'янець-Подільського району.

## Населення
За переписом населення України 2001 року в селі мешкало 1014 осіб.
Згідно перепису 2015 року в селі мешкало 794 осіб, населення села скоротилось на 21,70 % порівняно зі 2001 роком.

### Мова
У селі поширені західноподільська говірка та південноподільська говірка, що відносяться до подільського говору, який належить до південно-західного наріччя.
100 % населення вказало своєю рідною мовою українську мову за даними перепису 2001 року.

## Релігія
- Костел Святої Анни (РКЦ)

## Відомі люди
- Пасічник Віталій Петрович (1993—2017) — солдат Збройних сил України, учасник російсько-української війни.